# ダルバンガー-アナンド・ビハール・ターミナル・アムリット・バーラト急行
ダルマンガー-アナンド・ビハール・ターミナル・アムリット・バーラト急行（英語: Darbhanga–Anand Vihar Terminal Amrit Bharat Express）は、インドの急行列車であるアムリット・バーラト急行のうち、ダルバンガーとデリーを結ぶ列車である。

## 概要
アムリット・バーラト急行は、安価で利用可能な高速優等列車として設定されたインドの列車種別である。そのうち、ダルバンガーのダルバンガー・ジャンクション駅とデリーのアナンド・ビハール・ターミナル駅を結ぶ列車は2023年12月30日にナレンドラ・モディ首相も参列する形で出発式が行われ、2024年1月1日から本格的な営業運転が開始された。
流線形の前面形状を有するWAP-5形電気機関車を両端に連結したプッシュプル列車で、間に挟まれている客車（LHB客車）は非冷房3段式寝台車12両、非冷房2等座席車8両、荷物車2両の合計22両で構成されている。運行頻度は週2日で、アナンド・ビハール・ターミナル駅方面（15557列車）は毎週月曜日 - 火曜日と木曜日 - 金曜日に、ダンバルガー・ジャンクション駅方面（15558列車）は毎週火曜日 - 水曜日と金曜日 - 土曜日の間、双方とも日を跨いで運行する。所要時間はアナンド・ビハール・ターミナル駅方面は21時間35分、ダルバンガー・ジャンクション駅方面は20時間40分となっており、最高速度は130 km/hである。